# Huon River
Der Huon River ist ein Fluss im Süden des australischen Bundesstaates Tasmanien.

## Geografie

### Flusslauf
Der mit einer Länge von 174 Kilometern viertlängste Fluss auf der Insel entspringt an den Südhängen des Junction Hill im Nordostteil des Southwest-Nationalparks. Von dort fließt er nach Südwesten in den Lake Pedder, den er am Scotts Peak Dam am Südende des Stausees wieder verlässt. Danach wendet der Huon River seinen Lauf nach Westen und durchströmt erst den Ostteil des Southwest-Nationalparks und dann das fruchtbare Huon Valley, vorbei an der Siedlung Glen Huon. Bei Huonville biegt er nach Süden ab, bildet ein Ästuar, wird breiter und vermischt sich zunehmend mit Meerwasser. Kurz vor der Mündung in den D’Entrecasteaux Channel, einem Teil der Tasmansee an der Südostküste, öffnet sich am östlichen Flussufer der Port Cygnet, ein natürlicher Hafen, an dem die Stadt Cygnet liegt. In diesem Bereich ist der Fluss mehr als 5 km breit.

### Nebenflüsse mit Mündungshöhen
Der Huon River hat folgende Nebenflüsse:
- Sandfly Creek – 322 m
- Pebbly Creek – 304 m
- Junction Creek – 216 m
- Two Mile Creek – 214 m
- Wullyawa Creek – 212 m
- Seven Mile Creek – 185 m
- Anne River – 158 m
- Cracroft River – 127 m
- Harrisons Creek – 126 m
- Manuka Creek – 121 m
- Winking Creek – 98 m
- Hustling Creek – 91 m
- Tomalah Creek – 86 m
- Picton River – 74 m
- Warra Creek – 58 m
- Weld River – 57 m
- Arve River – 43 m
- Fryingpan Creek – 37 m
- Little Denison River – 26 m
- Russell River – 23 m
- Judds Creek – 21 m
- Dickensons Creek – 20 m
- Mountain River – 9 m
- Kellaways Creek – 0 m
- Castle Forbes Rivulet – 0 m
- Crookes Rivulet – 0 m
- Nicholls Rivulet – 0 m
- Garden Island Creek – 0 m

### Durchflossene Stauseen
Er durchfließt folgende Seen/Stauseen:
- Lake Pedder – 304 m